# Polisy
Polisy est une commune française, située dans le département de l'Aube en région Grand Est.

## Géographie
Le village se trouve à la confluence de la Seine et la Laigne sur la D.671.
| Arrelles      | Polisot            | Celles-sur-Ource |
|               | Polisy             |                  |
| Avirey-Lingey | Balnot-sur-Laignes | Buxeuil          |

### Topographie
Il y a, ou avait comme écarts : la Belle-Idée, la Bergerie, la Borde, Clairon, la Cour, la Croix-des-Curés, la Grande-Côte, la Grange-aux-Bois, la Motte, la bois Nicolas, le Pilori, la fontaine Pochet, Rochefort et la chapelle et la fontaine Saint-Firmin, cités au cadastre de 1842.

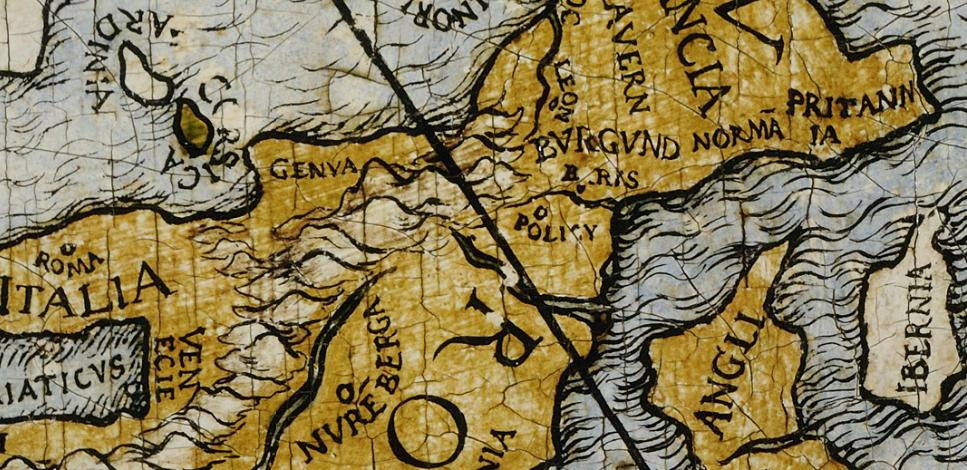
Policy, grand centre européen sur le tableau Les Ambassadeurs.

### Hydrographie
La commune est dans la région hydrographique « la Seine de sa source au confluent de l'Oise (exclu) » au sein du bassin Seine-Normandie. Elle est drainée par la Seine, la Laignes et le Fossé 01 des Prés Secs,.
La Seine, un fleuve long de 775 km, coule dans le Bassin parisien et notamment dans le département de l’Aube en le traversant du sud-est au nord-ouest. Elle irrigue la commune dans sa partie est.
La Laignes, d'une longueur de 33 km, prend sa source dans la commune de Laignes et se jette  dans la Seine sur la commune, après avoir traversé dix communes.

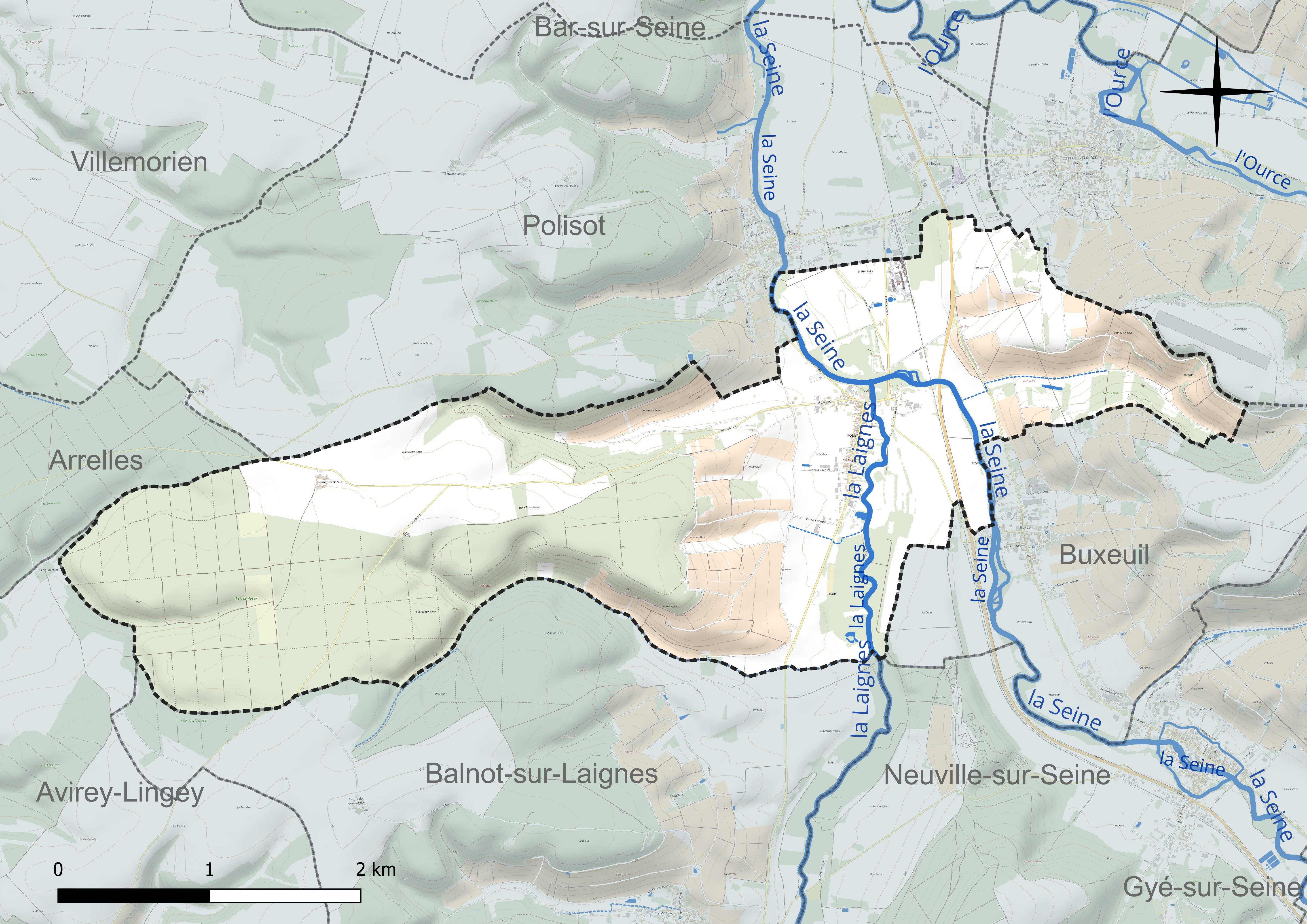
Réseau hydrographique de Polisy.

### Climat
Pour des articles plus généraux, voir Climat du Grand Est et Climat de l'Aube.
En 2010, le climat de la commune est de type climat océanique dégradé des plaines du Centre et du Nord, selon une étude du Centre national de la recherche scientifique s'appuyant sur une série de données couvrant la période 1971-2000. En 2020, Météo-France publie une typologie des climats de la France métropolitaine dans laquelle la commune est exposée à un climat océanique altéré et est dans la région climatique Lorraine, plateau de Langres, Morvan, caractérisée par un hiver rude (1,5 °C), des vents modérés et des brouillards fréquents en automne et hiver.
Pour la période 1971-2000, la température annuelle moyenne est de 10,4 °C, avec une amplitude thermique annuelle de 16 °C. Le cumul annuel moyen de précipitations est de 788 mm, avec 12,4 jours de précipitations en janvier et 8,1 jours en juillet. Pour la période 1991-2020, la température moyenne annuelle observée sur la station météorologique de Météo-France la plus proche, « Celles-sur-ource », sur la commune de Celles-sur-Ource à 2 km à vol d'oiseau, est de 11,4 °C et le cumul annuel moyen de précipitations est de 747,2 mm. 
La température maximale relevée sur cette station est de 40,6 °C, atteinte le 25 juillet 2019 ; la température minimale est de −15 °C, atteinte le 1er mars 2005,,.
Les paramètres climatiques de la commune ont été estimés pour le milieu du siècle (2041-2070) selon différents scénarios d'émission de gaz à effet de serre à partir des nouvelles projections climatiques de référence DRIAS-2020. Ils sont consultables sur un site dédié publié par Météo-France en novembre 2022.

## Urbanisme

### Typologie
Au 1er janvier 2024, Polisy est catégorisée commune rurale à habitat dispersé, selon la nouvelle grille communale de densité à 7 niveaux définie par l'Insee en 2022.
Elle est située hors unité urbaine et hors attraction des villes,.

### Occupation des sols
L'occupation des sols de la commune, telle qu'elle ressort de la base de données européenne d’occupation biophysique des sols Corine Land Cover (CLC), est marquée par l'importance des territoires agricoles (54,4 % en 2018), une proportion sensiblement équivalente à celle de 1990 (53,8 %). La répartition détaillée en 2018 est la suivante : 
forêts (42,6 %), terres arables (38,4 %), cultures permanentes (15,5 %), zones urbanisées (2,8 %), zones agricoles hétérogènes (0,4 %), espaces verts artificialisés, non agricoles (0,2 %). L'évolution de l’occupation des sols de la commune et de ses infrastructures peut être observée sur les différentes représentations cartographiques du territoire : la carte de Cassini (XVIIIe siècle), la carte d'état-major (1820-1866) et les cartes ou photos aériennes de l'IGN pour la période actuelle (1950 à aujourd'hui).

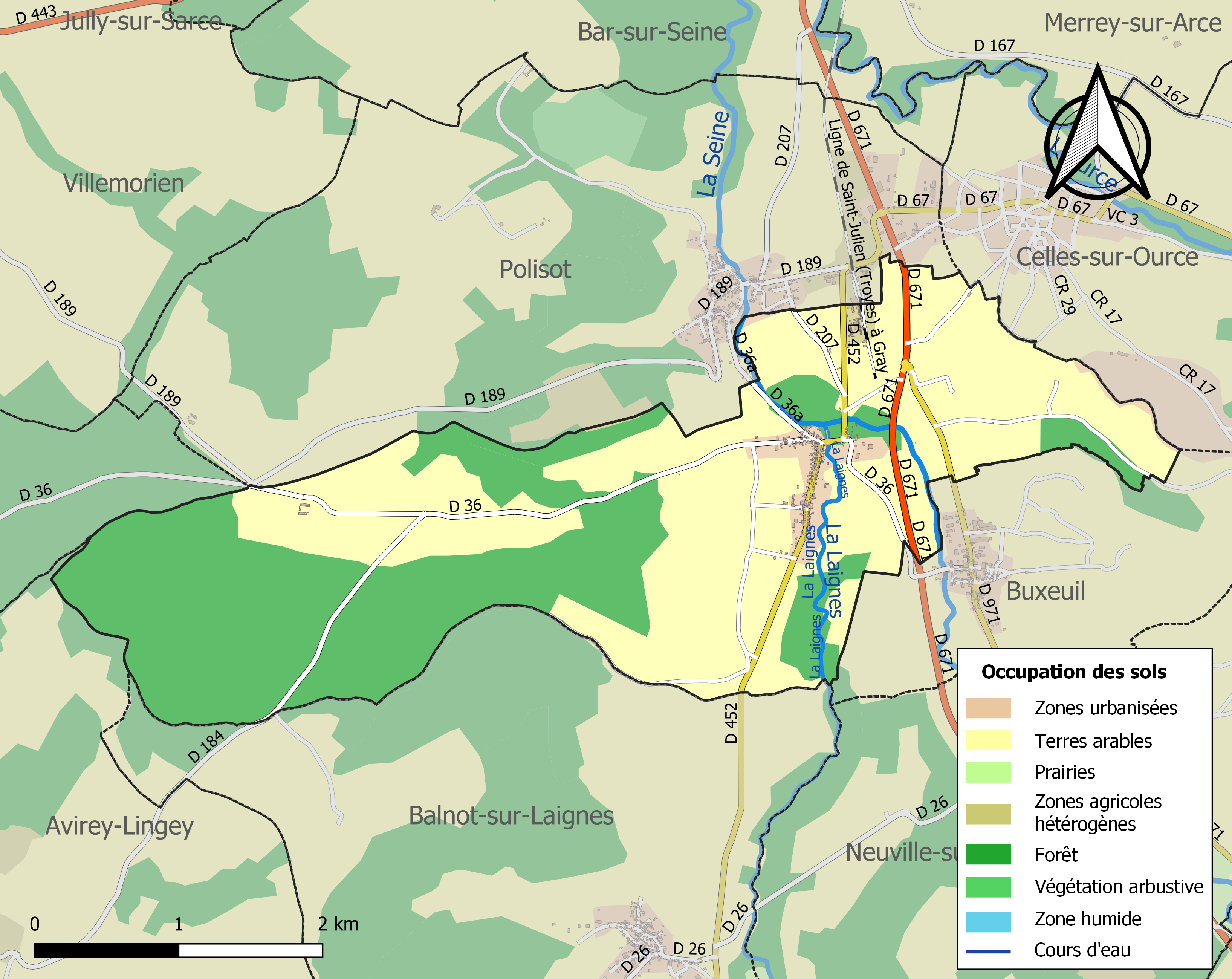
Carte des infrastructures et de l'occupation des sols de la commune en 2018 (CLC).

## Politique et administration
| Période                                  | Période  | Identité          | Étiquette | Qualité                           |
| ---------------------------------------- | -------- | ----------------- | --------- | --------------------------------- |
| mars 2001                                | 2014     | M. Claude Billon  | SE        |                                   |
| mars 2014                                | en cours | Elisabeth Dubraud |           | Ancienne profession intermédiaire |
| Les données manquantes sont à compléter. |          |                   |           |                                   |

## Démographie
L'évolution du nombre d'habitants est connue à travers les recensements de la population effectués dans la commune depuis 1793. Pour les communes de moins de 10 000 habitants, une enquête de recensement portant sur toute la population est réalisée tous les cinq ans, les populations de référence des années intermédiaires étant quant à elles estimées par interpolation ou extrapolation. Pour la commune, le premier recensement exhaustif entrant dans le cadre du nouveau dispositif a été réalisé en 2006.

En 2022, la commune comptait 176 habitants, en évolution de −8,81 % par rapport à 2016 (Aube : +0,7 %, France hors Mayotte : +2,11 %).
| 1793 | 1800 | 1806 | 1821 | 1831 | 1836 | 1841 | 1846 | 1851 |
| ---- | ---- | ---- | ---- | ---- | ---- | ---- | ---- | ---- |
| 490  | 506  | 532  | 475  | 534  | 510  | 527  | 514  | 526  |

| 1856 | 1861 | 1866 | 1872 | 1876 | 1881 | 1886 | 1891 | 1896 |
| ---- | ---- | ---- | ---- | ---- | ---- | ---- | ---- | ---- |
| 533  | 563  | 503  | 466  | 449  | 443  | 422  | 441  | 465  |

| 1901 | 1906 | 1911 | 1921 | 1926 | 1931 | 1936 | 1946 | 1954 |
| ---- | ---- | ---- | ---- | ---- | ---- | ---- | ---- | ---- |
| 403  | 346  | 296  | 262  | 271  | 250  | 247  | 240  | 236  |

| 1962 | 1968 | 1975 | 1982 | 1990 | 1999 | 2006 | 2011 | 2016 |
| ---- | ---- | ---- | ---- | ---- | ---- | ---- | ---- | ---- |
| 268  | 256  | 215  | 200  | 207  | 211  | 191  | 171  | 193  |

| 2021 | 2022 | - | - | - | - | - | - | - |
| ---- | ---- | - | - | - | - | - | - | - |
| 179  | 176  | - | - | - | - | - | - | - |

## Lieux et monuments
Le château, l'église Saint-Félix et la croix de carrefour.

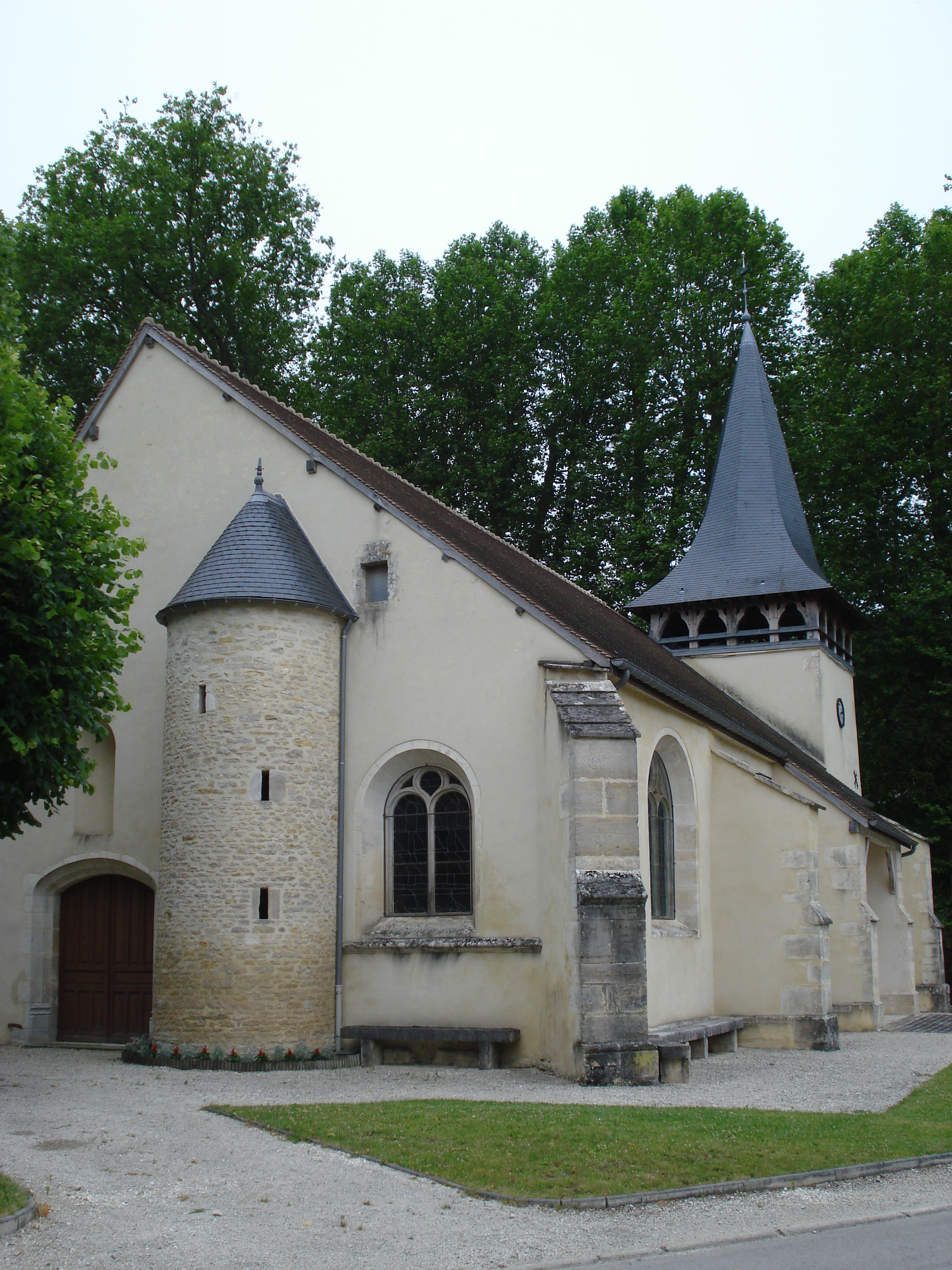
Polisy, l'église.
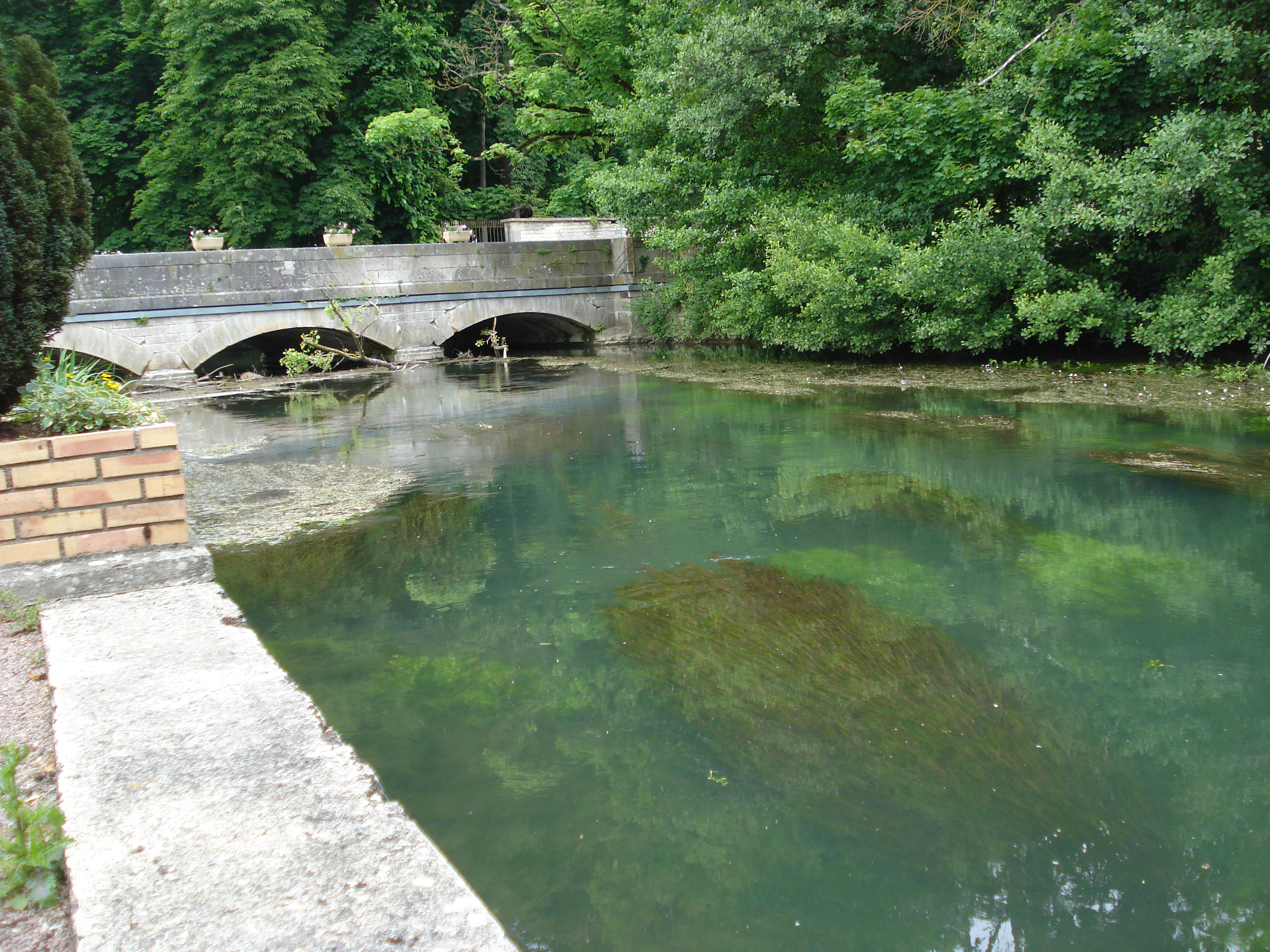
Le pont sur la Laignes.
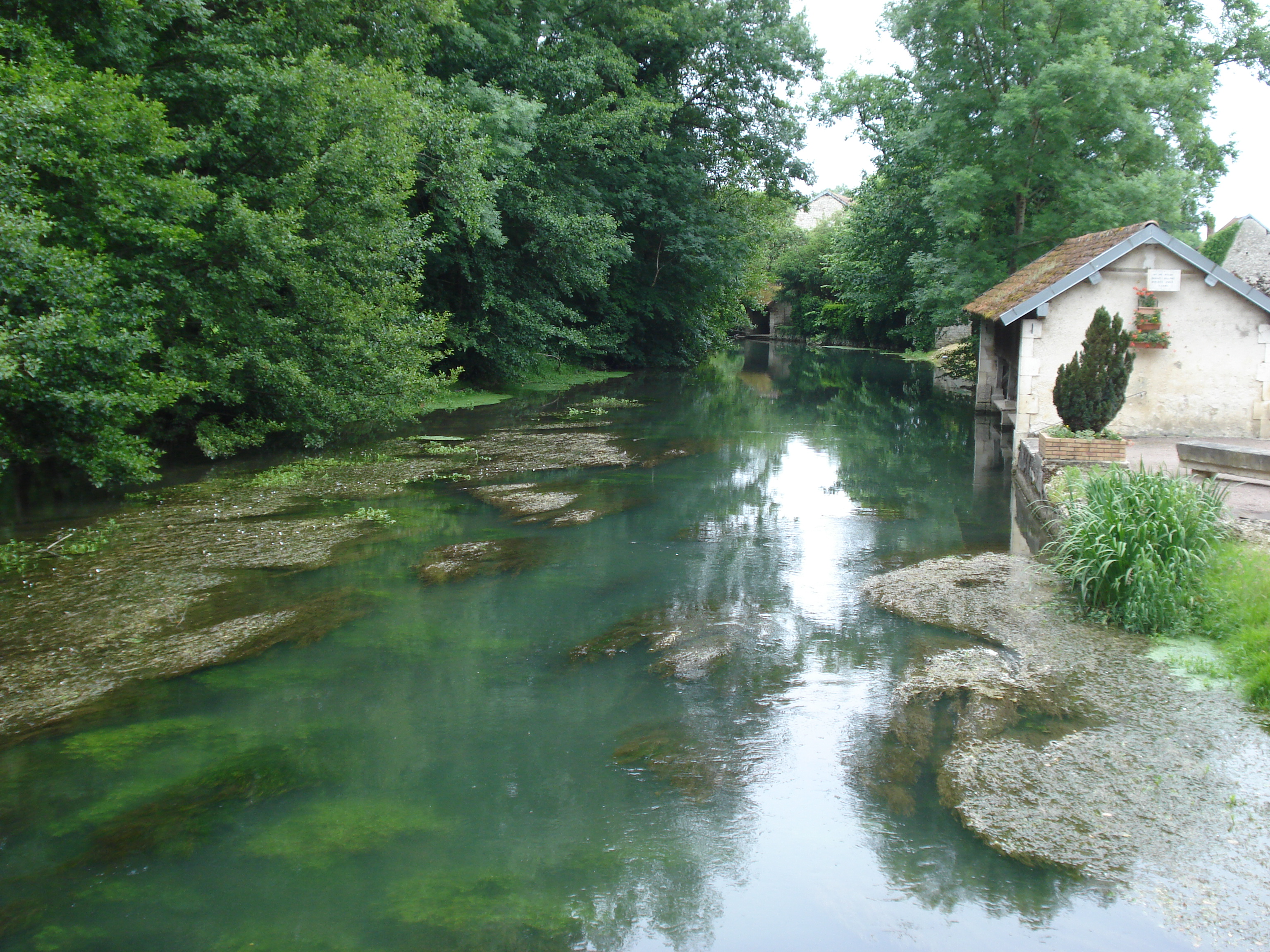
Le lavoir sur la Laignes,
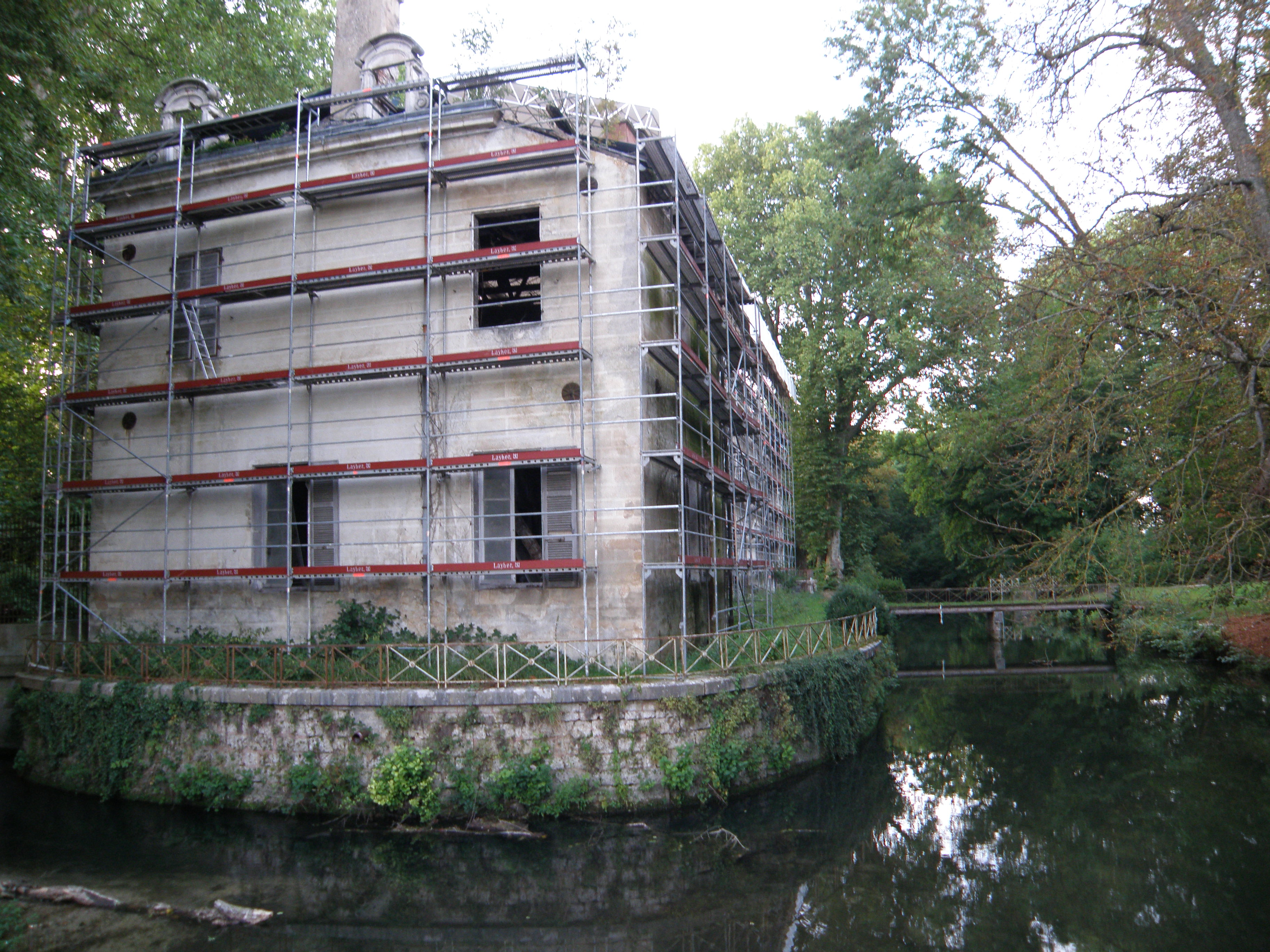
Le château, en ruines après un incendie[22].

## Personnalités liées à la commune
- La famille de Jaucourt devient seigneur à Polisy à partir de Jean I en 1350[23] fils de Pierre II de Jaucourt dit Dinteville ;
  - Jean de Dinteville a habité le château de Polisy. Il est connu pour être un des deux ambassadeurs du tableau d'Hans Holbein le Jeune, peint à Londres en 1533. Étant le commanditaire dudit tableau, le nom de Polisy figure sur le globe au centre de l'œuvre.
- Pierre V Marie-Magdeleine Cortois de Balore, évêque de Nîmes et député aux États généraux, mourut à Polisy en 1812 où il était retiré.

## Héraldique
|  | Les armes de la ville se blasonnent ainsi : Coupé : au 1er de sable aux deux léopards d’or passant l’un sur l’autre, au 2e d’azur à la croix d’or cantonnée de dix-huit billettes du même, cinq ordonnées en sautoir dans chaque canton du chef, quatre ordonnées 2 et 2 dans chaque canton de la pointe. |